# Ribera de Bonabosc
La Ribera de Bonabosc és un torrent de la Catalunya del Nord, d'orientació nord-oest - sud-est. És un curs d'aigua de la comarca del Vallespir, de règim torrencial, que neix en els contraforts sud-orientals del Massís del Canigó, en els termes comunals de Montboló i Arles.
Els seus quilòmetres, aproximadament, de recorregut discorren únicament pel terme de Montboló. El seu curs és molt marcat entre els contraforts del Canigó. Es forma per la unió dels còrrecs de Barrabam i de la Xalada, o Eixalada, i en el seu primer tram discorre íntegrament pel terme comunal de Montboló. Després de deixar enrere el Mas Freixenet, esdevé termenal entre Montboló i Arles, a l'alçada de la masia d'Arles de Can Gall, entra del tot dins del terme d'Arles, fins que s'aboca en el Tec al costat nord-est del cementiri nou d'Arles.